# R-39M
R-39M (NATO-rapporteringsnamn: SS-N-28 ) var en rysktillverkad kärnvapenbärande ballistisk robot som skulle användas i ubåtar. Roboten var en förbättrad version av R-39. Den nya roboten skulle användas på den nya ryska atomdrivna ubåten av Borej-klass. Det tredje avfyrningstestet av en R-39M prototyp den 25 november 1998 resulterade i katastrofalt fel i robotens startraket. Roboten exploderade cirka 200 meter efter start från den landbaserade avfyrningsanläggningen. Efter 3 misslyckade avfyrningsförsök, begärde ryska säkerhetsrådet att projektet skulle skrotas. Roboten ersattes senare av R-30 Bulava.